# Cantung Kanan
Cantung Kanan – wieś (desa) w kecamatanie Hampang, w kabupatenie Kotabaru w prowincji Borneo Południowe w Indonezji.
Miejscowość ta leży w południowo-zachodniej części kecamatanu. Desa obejmuje północny fragment Parku Narodowego Kayan Mentarang.